# Elektro Helios
Elektro Helios (ursprungligen Elektriska AB Helios) är en svensk tillverkare av vitvaror grundad den 27 mars 1919 i Stockholm. Bolaget köptes 1936 av Asea och ingick därefter i Asea-koncernen. 1962 fusionerades företaget med Electrolux och är numera ett varumärke inom Electrolux-koncernen. Elektro Helios tillverkade bland annat tvättmaskiner, diskmaskiner, kylskåp och spisar.